# تیاواه (اکلاهما)
تیاواه(به انگلیسی: Taiwah) شهری در ایالت اکلاهما کشور ایالات متحده آمریکا است که جمعیت آن در سرشماری سال ۲۰۱۰ میلادی، ۱۸۹ نفر بوده‌است.